# Историческая ось

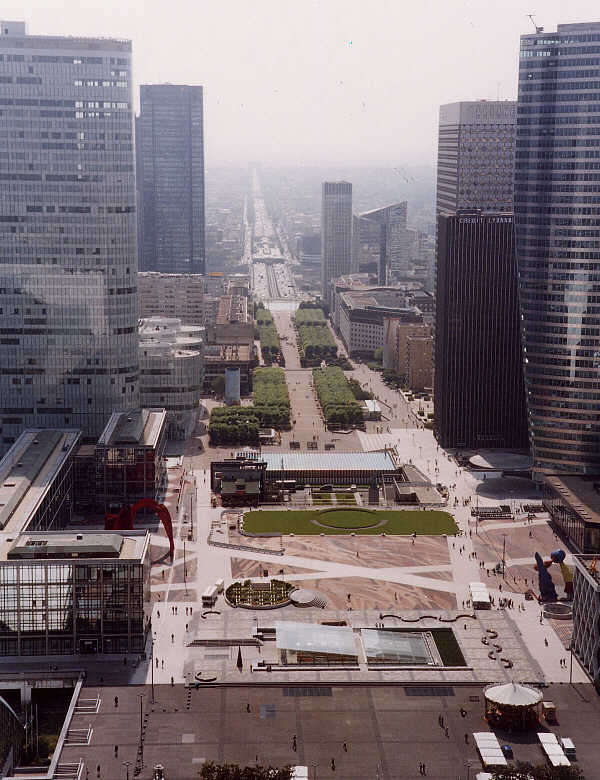
Вид на Триумфальный путь с Большой Арки

Историческая ось (фр. axe historique), проходящая из центра Парижа на северо-запад, представляет собой ряд памятников, зданий и улиц, находящихся на одной линии. Своё начало ось берёт у Лувра, а заканчивается Большой аркой в современном деловом квартале Дефанс. Другие названия оси — Триумфальный путь (фр. voie triomphale), Королевская перспектива (фр. perspective royale).

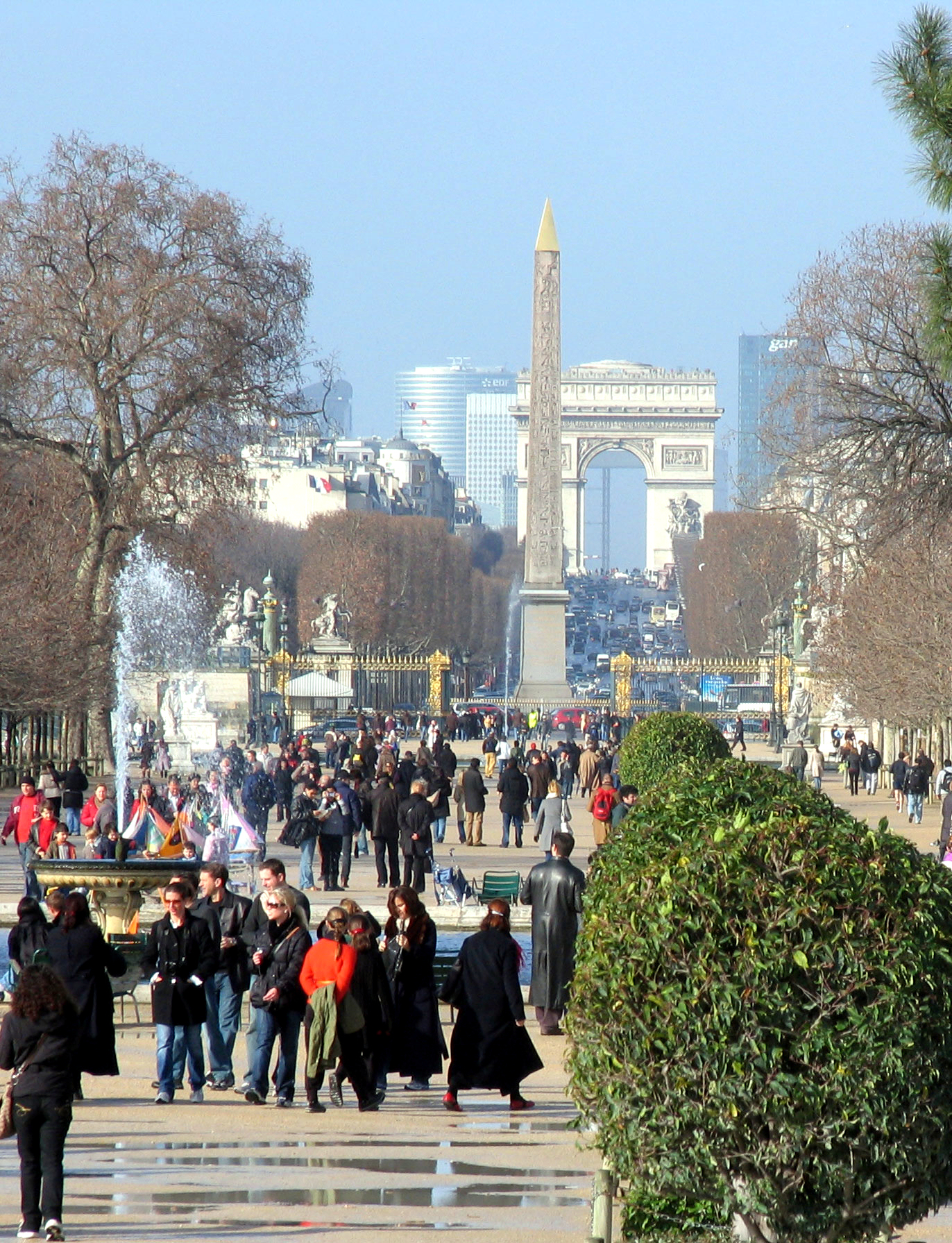
Сады Тюильри. Чуть дальше видны Луксорский обелиск и Триумфальная арка

## История
История Триумфального пути берёт начало в 1640 году, когда Андре Ленотр, занимавшийся устройством садово-паркового ансамбля Версаля, приказал засадить здесь аллею, проходящую от Лувра. После основания Елисейских Полей между садами Тюильри и этой новой улицей стояли лишь немногие дома. Однако во времена правления Людовика XV они были снесены, а на их месте построили площадь, названную именем короля. Сейчас эта площадь известна как площадь Согласия.
По указу Наполеона в 1806 году была сооружена Арка на площади Каррузель.
Сразу после битвы под Аустерлицем в 1806 году Наполеон распорядился соорудить в два раза большую по размерам Триумфальную арку в честь побед французской армии. Однако сам император не дожил до тех времён, когда арка была достроена — это произошло лишь в 1836 году. Арка стоит на площади Шарля де Голля (до 1970 — площадь Звезды) и является сегодня одним из символов Парижа.
Благодаря строительству авеню Великой Армии ось была продлена на запад за пределы города, на её продолжении в 1950-х годах был основан деловой центр Дефанс. В 1980-х годах по инициативе президента Франсуа Миттерана был организован конкурс, целью которого было найти достойный проект для продолжения исторической оси. Таким проектом оказался проект Большой арки Дефанс, замыкающей сегодня историческую ось.

## Триумфальный путь
Отправным пунктом исторической оси является Лувр, затем она проходит через сад Тюильри, площадь Согласия, вдоль Елисейских Полей, через площадь Звезды и авеню Великой Армии до заставы Майо (фр. Porte Maillot). В коммуне Нёйи-сюр-Сен ось продолжается вдоль авеню Шарля де Голля и моста Нёйи и в заключение пересекает квартал Дефанс.
Лишь два строения, принадлежащие к Триумфальному пути, немного отклоняются от прямой линии: Лувр на 6° и Большая Арка, чей угол отклонения от оси составляет чуть более 6°, что было вызвано техническими причинами.
За кварталом Дефанс дорога Исторической оси уходит в 4-километровый туннель Дефанс, и далее продолжается автомагистралью A14, которая в свою очередь через 21 километр вливается в автомагистраль «Нормандия», ведущую мимо Руана в Кан.

## Интересные факты
В книге «Праздник, который всегда с тобой» Эрнест Хемингуэй высказывает мысль, что Арка Мира, задуманная Наполеоном в 1807 году как триумфальная для торжественного въезда в Милан (он называет её сермионской аркой), находится на одной прямой с Аркой Каррузель и Триумфальной аркой в Париже.